# Hélder Nunes
Hélder Nunes (Barcelos, 23 febbraio 1994) è un hockeista su pista portoghese. Helder attualmente, nel 2024 gioca per il Porto, con il numero 78 nella maglia.
Dopo esser cresciuto nelle giovanili del Barcelos, è passata a giocare per 2 stagioni nel Braga. Cambia tutto per Nunes, quando nella stagione 2012-2013 riceve la chiamata dalla squadra più titolata del Portogallo di quell'anno, il Porto, diventò pure il capitano. Nel 2019 riceve la chiamata dalla squadra di hockey più titolata al mondo, infatti nella stagione 2019-2020 firma per il Barcellona rimanendoci per 4 stagioni. Nel 2023 torna a Porto.

## Caratteristiche tecniche
Considerato uno dei migliori giocatori al mondo; unisce fisicità, tattica e abilità difensiva ad un fiuto del goal eccezionale. I suoi punti di forza sono le punizioni di prima, che esegue con altissime percentuali di realizzazione e il devastante tiro da fuori area.

## Palmarès

### Club

#### Titoli nazionali
- Campionato portoghese: 3

Porto: 2013-2014, 2016-2017, 2018-2019
- Coppa del Portogallo: 4

Porto: 2012-2013, 2015-2016, 2016-2017, 2017-2018
- Supercoppa del Portogallo: 4

Porto: 2013, 2016, 2017, 2018
- Campionato spagnolo: 2

Barcellona: 2019-2020, 2020-2021
- Coppa del Re: 3

2019, 2022, 2023
- Supercoppa di Spagna: 1

Barcellona: 2020

### Nazionale
- Campionato mondiale: 1

Barcellona 2019
- Campionato europeo: 1

Oliveira de Azeméis 2016